# The Wheel of Time
The Wheel of Time (abreujada popularment com a WoT; lit. ‘La roda del temps’) és un conjunt de novel·les de fantasia èpica escrites per Robert Jordan, pseudònim utilitzat pel difunt James Oliver Rigney Jr. Concebuda originalment com una trilogia, la saga es va allargar fins a arribar als 14 llibres. Jordan va morir d'amiloïdosi cardíaca mentre treballava en el dotzè llibre, però va deixar una bona part del desenllaç escrita i nombroses notes que van servir perquè l'escriptor Brandon Sanderson pogués concloure la serie com a co-autor dels últims tres volums.
La sèrie gira al voltant d'elements de les mitologies europea i asiàtica, com la naturalesa cíclica del temps que es pot trobar a l'hinduisme i al budisme i els conceptes de l'equilibri, dualitat i respecte a la natura del daoisme. L'obra també està influenciada per Guerra i pau de Lleó Tolstoi.
La sèrie ha assolit grans nivells de popularitat, amb més de 90 milions d'exemplars venuts. L'any 2021 es va estrenar la primera temporada de la sèrie de televisió homònima a la plataforma Amazon Prime Video. No han estat traduïdes al català.

## Novel·les
- 1. The Eye of the World (L'Ull del Món), publicada el 15 de gener de 1990.
- 2. The Great Hunt (La gran cacera), publicada el 15 de novembre de 1990.
- 3. The Dragon Reborn (El Drac Renascut), publicada el 15 d'octubre de 1991.
- 4. The Shadow Rising (L'ombra ascendent), publicada el 15 de setembre de 1992.
- 5. The Fires of Heaven (Els focs del Paradís), publicada el 18 d'octubre de 1993
- 6. Lord of Chaos (Senyor del Caos), publicada el 15 d'octubre de 1994.
- 7. A Crown of Swords (Una corona d'espases), publicada el 15 de maig de 1996.
- 8. The Path of Daggers (El camí de dagues), publicada el 20 d'octubre de 1998.
- 9. Winter's Heart (Cor de l'hivern), publicada el 7 de novembre de 2000.
- 10. Crossroads of Twilight (Encreuaments de crepuscle), publicada el 7 de gener de 2003.
- 11. Knife of Dreams (Ganivet de Sommnis), publicada l'11 d'octubre de 2005.
- 12. The Gathering Storm (La Tempesta Imminent), publicada el 27 d'octubre de 2009.
- 13. Towers of Midnight (Torres de Mitjanit), publicada el 2 de novembre de 2010.
- 14. A Memory of Light (Una memòria de llum), publicada el 8 de gener de 2013.